# タカキツヨシ
タカキ ツヨシ（たかき つよし）は、日本の漫画家。高木 勇志（たかき つよし）名義のものもある。

## 経歴
ジャンプスクエアクラウン2016WINTERの読切『FREAKS』でデビュー。福岡のキャラバンで後に担当編集となる林士平と出会う。その後打合せを重ね、初連載の『BLACK TORCH』へと至る。
少年ジャンプ+にて『HEART GEAR』を連載していたが、2020年05月27日よりタカキの体調不良のため休載。2022年8月17日より連載再開。

## 作品リスト
- 太字は連載作品
- 略称
  - 赤マル：赤マルジャンプ、WJ：週刊少年ジャンプ、REVO：ジャンプ the REVOLUTION!、SQ：ジャンプSQ、SQ.C：ジャンプSQ.CROWN、J+：少年ジャンプ+、JB：JUMP j BOOKS公式サイト（いずれも集英社）

| タイトル    | 形式 | 掲載号                                                   | 収録  | 備考                                                         |
| ----------- | ---- | -------------------------------------------------------- | ----- | ------------------------------------------------------------ |
| FREAKS      | 読切 | SQ.C 2016 WINTER                                         | 未    | 2019年11月2日より、『悪魔と人間の話』としてTwitter上で再掲。 |
| BLACK TORCH | 連載 | SQ 2017年2月号 - 2018年4月号→ J+ 2018年4月11日 - 7月11日 | 全5巻 |                                                              |
| HEART GEAR  | 連載 | J+ 2019年4月3日 - 2024年6月26日                          | 全7巻 |                                                              |

### 紹介漫画
- ジャンプSQ.［SQ.MANGA Trailer］
  - 高木勇志×マネーモンスター

### 短編漫画
- GENIUS

『尊い。 4Pショート・ストーリーズ』（一迅社）への寄稿。
また2019年10月24日より、『創作４ｐ 「天才二人でも勝てないもの」』としてTwitter上で公開。